# Mazda Kiyora
La Mazda Kiyora est un concept car développé par le constructeur automobile japonais Mazda. Présenté lors du Mondial de l'automobile de Paris - Édition 2008, la Kiyora se situe dans la même lignée stylistique lancée par Mazda lors du Salon automobile de Los Angeles en novembre 2006, avec le concept Nagare. La Kiyora - du japonais pur et propre - entend concilier le plaisir de conduite avec les impératifs écologiques.

## Caractéristiques

### Design
Mazda présente à nouveau un concept s'inspirant du thème de l'eau et des lignes « sculptées par le vent ». Les flancs transparents en verre et les lignes ondulées sculptées sur toute la carrosserie sont les traits les plus caractéristiques de ce thème. Le thème est cette fois ci appliqué à une citadine, nouvelle tendance dans le marché automobile en raison de soucis écologiques.
Mickael Loyer, responsable du design extérieur de Mazda, explique que « la structure principale du véhicule correspond à un squelette à la fois interne et externe. Il s’apparente à une coquille qui vous protège de l’environnement extérieur tout en vous permettant de rester en contact direct avec lui, grâce notamment à la transparence du toit et des vitres latérales, autres éléments qui contribuent à l’impression de légèreté ».
Dans l'habitacle, lorsque le véhicule est à l'arrêt, les instruments semblent devenir gelés, et lorsque le véhicule démarre à nouveau, l’affichage semble se liquéfier. Le conducteur structure son affichage tactilement et gère ses différents réglages. Grégory Vera, responsable du design intérieur, explique cette cinématique : « Nous avons qualifié le combiné des instruments du Kiyora d’affichage à membrane liquide, car il est conçu pour se rider d’ondulations, à l’instar de la surface de l’eau lorsque vous la touchez. Des icônes viennent rebondir les unes contre les autres comme si elles flottaient dans l’eau. Cette nouvelle technologie constitue l’évolution logique des affichages à écran flexible et réponse intuitive et constitue un moyen à la fois simple et naturel de commander les systèmes embarqués d’un véhicule ».

### Technique

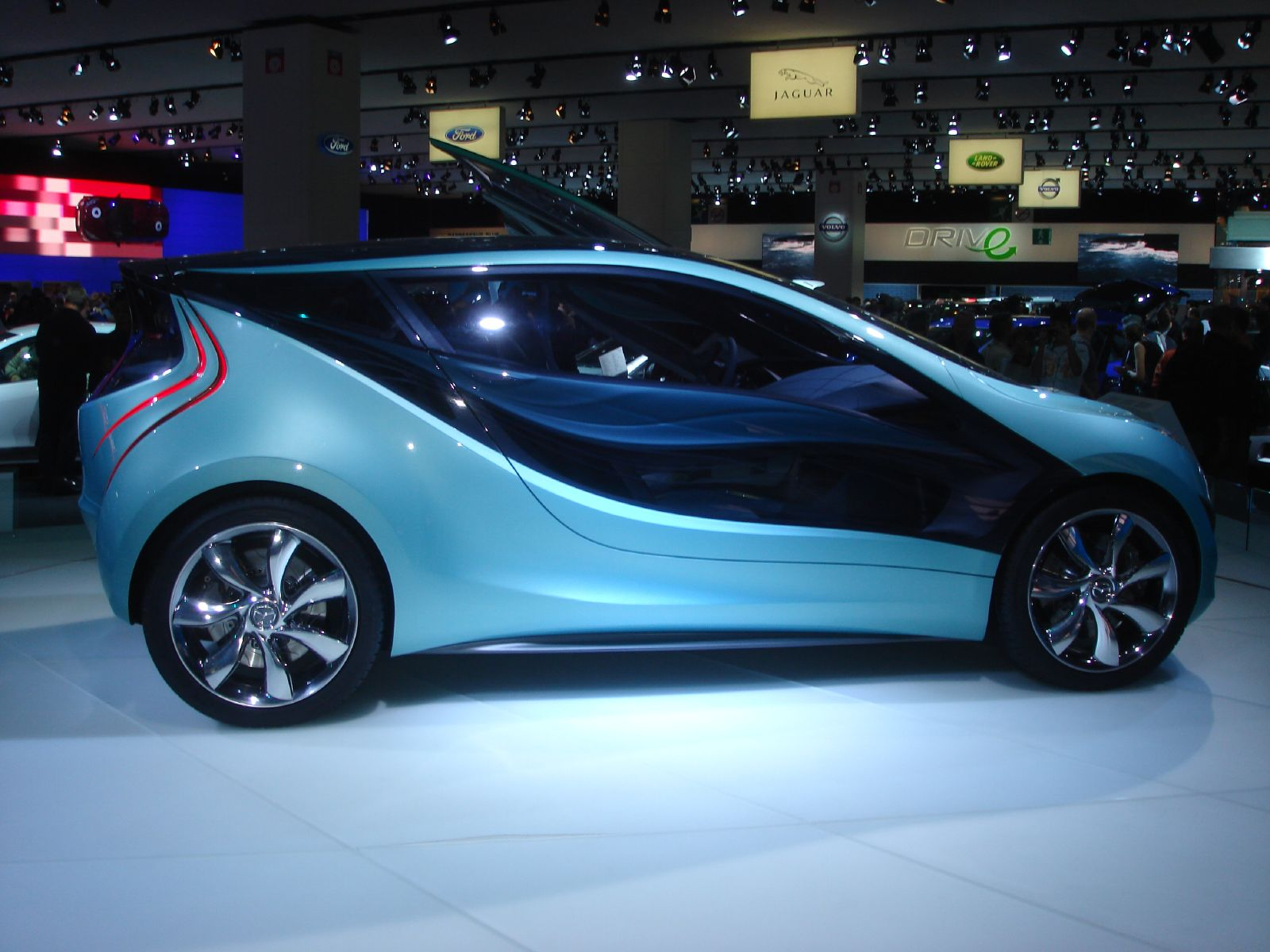
Les portes en élytre de la Mazda Kiyora, sont en plastique transparents.

L'écologie étant, semble-t-il, la priorité, ce concept Mazda reçoit un moteur essence 4 cylindres 1,3 L à injection directe distribution à double calage variable, équipé de surcroit d'un système communément appelé Stop & Start, couplé à une boîte automatique 6 rapports. Sur la Kiyora, le système se nomme SISS pour Smart Idle Stop System. Le toit transparent du Kiyora capte l'énergie solaire afin d'alimenter les équipements de l'habitacle. Les émissions de CO2 sont ainsi inférieures à 90 g/km.
Mazda précise par ailleurs que la nouvelle plateforme du Kiyora est « conçue pour maximiser la réduction du poids et un haut niveau de sécurité ». La structure de la Kiyora est donc en fibre de carbone, à l'aérodynamisme travaillé. D'ailleurs, le CX est de 10 % inférieur à de l'actuelle Mazda 2.
Lorsque le véhicule roule, l'eau de pluie est captée, filtrée et canalisée vers une bouteille de purification d'eau située entre les deux sièges avant. De plus, la partie droite de la planche de bord est en charbon actif pour filtrer et capturer les toxines sans ventilations électrique.